# Anais da Academia Brasileira de Ciências
Anais da Academia Brasileira de Ciencias (abreviado Anais Acad. Brasil. Ci.) es una revista ilustrada con descripciones botánicas que es editada en Río de Janeiro desde el año 1941. Fue precedida por Annaes da Academia Brasileira de Sciencias.